# Dąbrowa (gmina Twardogóra)
Dąbrowa – wieś w Polsce, położona w województwie dolnośląskim, w powiecie oleśnickim, w gminie Twardogóra.
Dąbrowa ma status samodzielnego sołectwa.
Do 2024 r. miejscowość była  przysiółkiem wsi Sądrożyce. W latach 1975–1998 przysiółek należał administracyjnie do województwa wrocławskiego.